# Calceolaria salicifolia
Calceolaria salicifolia är en toffelblomsväxtart. Calceolaria salicifolia ingår i släktet toffelblommor, och familjen toffelblomsväxter.

## Underarter
Arten delas in i följande underarter:
- C. s. nigricans
- C. s. salicifolia

## Bildgalleri

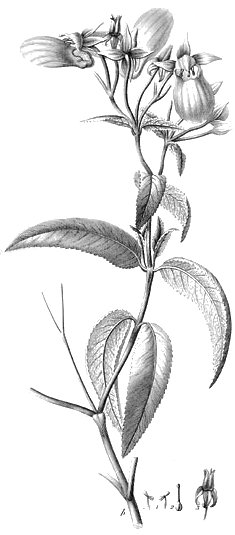
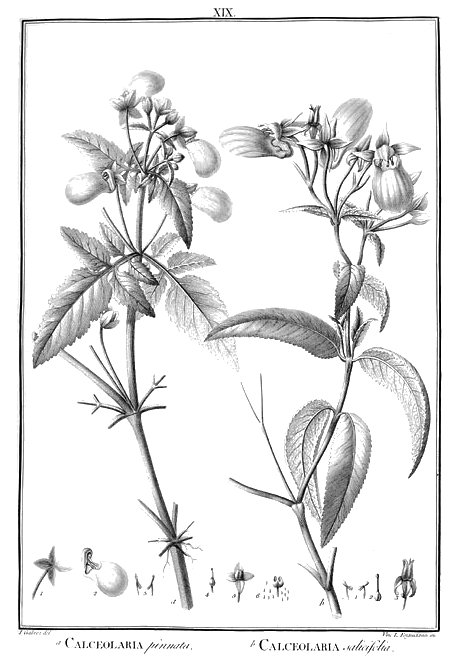